# Saint-Aubin-de-Bonneval
Saint-Aubin-de-Bonneval là một xã trong tỉnh Orne, vùng Normandie tây bắc nước Pháp. Xã Saint-Aubin-de-Bonneval nằm ở khu vực có độ cao trung bình 215 mét trên mực nước biển.